# Mars (azienda)
La Mars Incorporated, o Mars, Inc. è una multinazionale statunitense del settore agroalimentare che produce dolciumi (in particolare barrette al cioccolato) e altri generi come riso, sughi e cibo per animali.
Nel 2019 l'azienda ha registrato vendite per 35 miliardi di dollari USA, impiegando circa 115.000 persone. In base a una precisa politica aziendale, l'azienda non ha debiti finanziari e alimenta gli investimenti solo attraverso i propri profitti. Il quartier generale della Mars si trova a McLean, in Virginia, mentre la sua sede fiscale è in Delaware.

## Storia
Nel 1911 Franklin Clarence Mars aprì una propria attività con la moglie per vendere caramelle a Tacoma nello stato di Washington. La neonata azienda Mars Candy Factory però dopo poco tempo fallì e Franklin Mars decise allora di ritornare in Minnesota, dove era nato e dove nel 1920 a Minneapolis fondò la The Nougat House, con la quale produsse la Patricia Chocolates, una linea di cioccolata la cui denominazione era presa dal nome di sua figlia. Nel 1922, dato l'aumento del giro di affari, Mars fondò la Mar-O-Bar Co., il cui prodotto di punta era l'omonima barretta Mar-O-Bar. Nel 1923 Franklin Mars introdusse sul mercato la Milky Way, prodotto definito "Latte di malto in una barra di cioccolato", che ebbe grande successo.
Nel 1929 Franklin Mars decise di spostare il centro delle sue attività a Chicago, città dove venne aperto un sito produttivo; contemporaneamente suo figlio Forrest Edward Mars entrò ufficialmente nella gestione del business di famiglia. Nel 1930 Mars introdusse lo Snickers, altro snack di cioccolato destinato a riscuotere fama internazionale; messo in commercio in alcuni mercati mondiali (come il Regno Unito) con il nome Marathon. Nel 1932 comparve il 3 Musketeers, nome dovuto al fatto che ogni confezione conteneva tre barre. Nel medesimo anno Forrest Edward Mars decise di trasferirsi nel Regno Unito per avviare un business autonomo, la Food Manufacturers industria di fabbricazione di cioccolata. Franklin Mars morì due anni dopo, nel 1934. L'azienda statunitense nel 1935 entrò nel business degli alimenti per animali domestici rilevando dalla Chappel Brothers Ltd. la proprietà del marchio di cibo per cani Chappie. Nel 1936 vennero introdotte in Europa le Maltesers, cioccolato in forma di palline. Nel 1939 viene lanciato sul mercato il cibo per gatti Kit-e-Kat.
Nel 1940 Forrest Edward Mars decise di tornare negli Stati Uniti e firmò un accordo con Bruce Murrie, figlio del presidente della compagnia dolciaria americana Hershey, per fondare la M&M Limited, la quale nel 1941 creò le M&M's (immesse al consumo generale solo nel 1945), destinate a diventare il brand di punta del gruppo. A causa di diversi contenziosi sulla titolarità dell'origine del prodotto (poiché la compagnia dolciaria britannica Rowntree's accusava la società americana di averne copiato l'invenzione dalle sue Smarties), Mars sarà condannata a non commercializzarlo in diversi Paesi del mondo (tra cui l'Italia), e a sostituirlo con i marchi Treets (per le M&M's alle arachidi) e Bonitos (per le M&M's al cioccolato). Solamente nel 1986 Mars riacquisirà la piena titolarità internazionale dei diritti di proprietà e nome del marchio.

Logo e immagine raffigurativa delle m&m's

Negli anni cinquanta Mars lanciò anche in Europa una linea di alimenti per animali con i marchi Pal e Whiskas. Nel 1964 Forrest Mars incorporò la sua Food Manufacturers nella Mars e nel 1966 rilevò la compagnia australiana Masterfoods, dando origine ad una delle subholding internazionali del gruppo. Nel 1967 nella filiale inglese venne lanciato il Twix, prodotto che arriverà sul mercato negli Stati Uniti solo nel 1979 e che nell'Europa continentale verrà ridenominato Raider fino al 1991. Nel 2008 Mars, Inc. ha rilevato per 23 miliardi di dollari la Wrigley Company, azienda capofila nelle gomme da masticare con un fatturato di 5,4 miliardi di dollari.

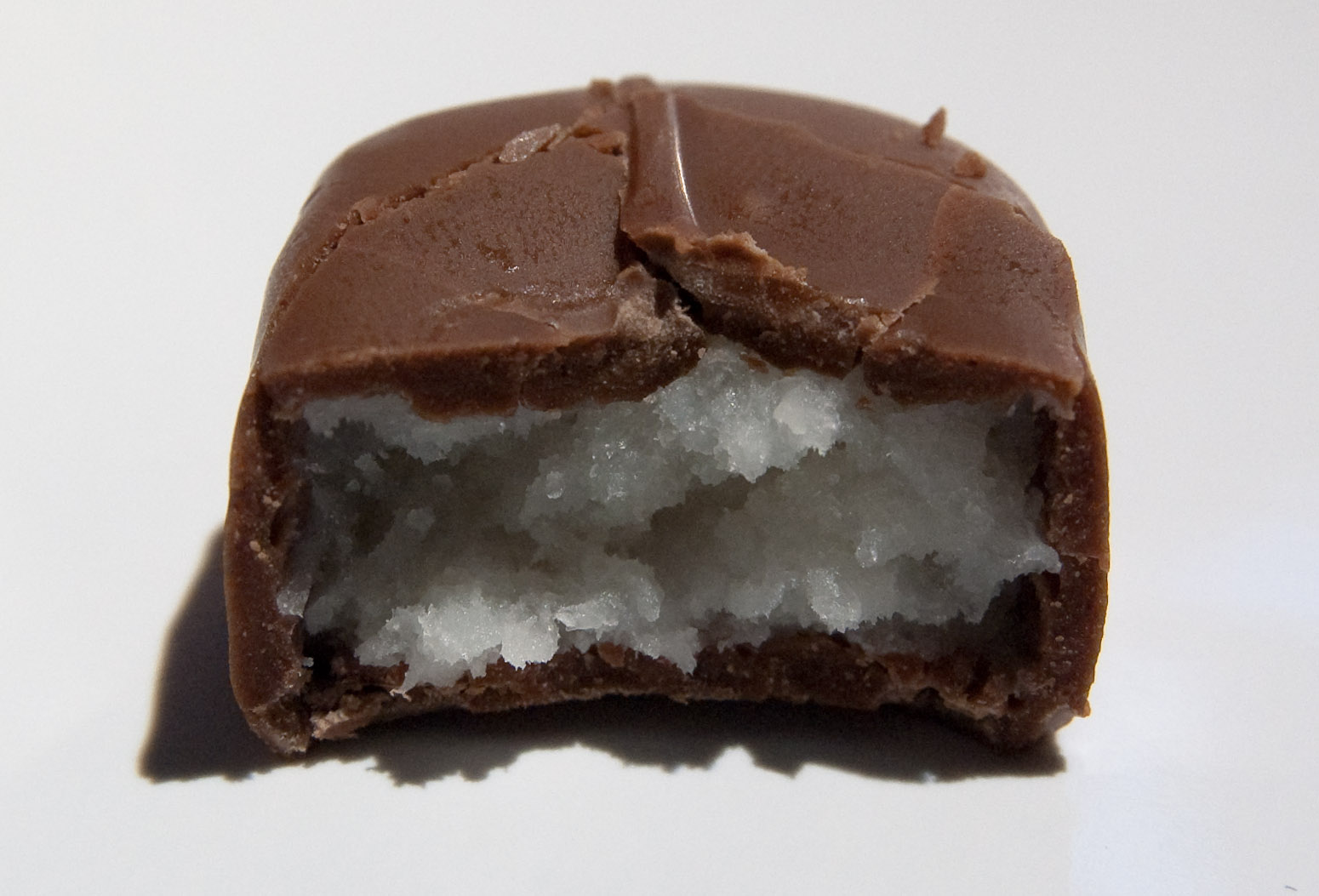
Una barretta Bounty incartata

L'azienda è, dopo quattro generazioni, controllata dalla famiglia Mars, una delle più ricche famiglie degli Stati Uniti e, solo dopo l'abbandono da parte di John e Forrest Mars Junior la gestione dell'azienda è stata acquisita da personaggi esterni alla famiglia anche se i Mars ne mantengono la proprietà. Valerie Ann Mars, una delle quattro figlie di Forrest Mars Jr., fa parte dal 2014 del consiglio d'amministrazione di Fiat Chrysler Automobiles.
La maggior parte delle attività svolte negli Stati Uniti fanno capo a una divisione conosciuta come Masterfoods U.S.A.., domiciliata ad Hackettstown, nel New Jersey; le attività europee sono gestite da un'altra divisione, la Masterfoods Europa, che ha la propria sede a Bruxelles, in Belgio. Mars Italia S.p.a., divisione italiana di Mars, non fa parte delle circa centocinquanta società controllate dalla più importante subholding operativa del gruppo, la Wrigley International Holding (la quale nel 2018 ha fatturato circa $16,6 miliardi, e ha realizzato $1,78 miliardi di utili): ciò dipende dal fatto che la società fa direttamente capo senza interposte holding alla capogruppo del Delaware, in quanto nel corso di un aggiornamento dei processi di governance del Gruppo si è scoperto che il documento originale con il quale si certificava la proprietà del ramo italiano di Mars alla multinazionale statunitense era scomparso. Dopo aver affidato la pratica ad uno studio legale, il Tribunale di Milano nell'ottobre 2003 ha riconosciuto l'effettiva appartenenza di Mars Italia S.p.a. a Mars, Incorporated.
Le barrette 3 Muskeeters furono conservate assieme ad altri dolciumi nella Candy Desk (scrivania delle caramelle) del Senato degli Stati Uniti, una tradizione negli anni '60 per cui un senatore tiene in una scrivania del Senato dolciumi da offrire ai colleghi senatori. Il 14 agosto 2024 Mars compra Kellanova (il produttore delle famose patatine Pringles e dei cereali Kellog’s) in un’operazione da quasi 36 miliardi di dollari, diventando così il più grande affare nel settore degli alimenti confezionati.

## Politiche aziendali
La compagnia ha una politica di segretezza molto stretta: solo nel 1992 un giornalista del Washington Post è potuto entrare nello stabilimento. La politica di riservatezza del Gruppo è così ferrea che nel 1999 la compagnia non confermò l'avvenuta morte di Forrest Mars Senior (e nemmeno che avesse mai lavorato per l'azienda).
L'azienda è nota per essere un'eccellente scuola per alti dirigenti, tanto da essere stata definita dal The Observer come superiore ad Harvard e alla London Business School; il programma di addestramento dell'azienda viene definito The Ultimate Business School.
Fino al giugno 2006 l'azienda possedeva un ramo nominato Mars Electronics International, che produceva, attraverso il marchio Four Square, macchine distributrici per bevande, macchine per il controllo delle banconote e altri tipi di distributori automatici.

## Controversie
Durante il Super Bowl del 2007 la Snickers, parte del gruppo Mars, ha mandato in onda uno spot in cui due uomini rispondevano con la violenza ad un bacio accidentale. La campagna venne contestata dalla Human Rights Campaign e da associazioni omosessuali come la GLAAD, che chiesero il ritiro dello spot e della campagna promozionale.
A partire dal 1º maggio 2007, molti prodotti Mars in Europa sarebbero diventati inadatti ai vegetariani e a musulmani, ebrei e indù: la compagnia ha annunciato che userà caglio (un materiale tratto dallo stomaco dei bovini) e un prodotto della lavorazione della carne di vitello. La campagna promossa dalle società vegetariane inglesi ha suscitato molto rumore spingendo l'azienda a desistere da tali propositi e a passare all'uso di sole fonti vegetali.
La PETA (People for the ethical treatment of animals) ha denunciato i numerosi esperimenti condotti sugli animali e finanziati (quando non direttamente attuati) da Mars Inc., invitando tutti al boicottaggio delle sue merci. Nel rapporto del sito l'azienda viene accusata di:
- aver finanziato esperimenti su ratti condotti all'Università della California per determinare gli effetti del cioccolato sulle arterie;
- aver finanziato esperimenti su topi a cui veniva iniettato flavanols (Flavan-3-ols, sostanze naturali benefiche antiossidanti presenti nella cioccolata) per verificarne le capacità motorie[15];
- aver sostenuto progetti ed esperimenti condotti su cuccioli di topo al fine di capire gli effetti sul metabolismo di un ingrediente del cioccolato noto come PQQ;
- aver finanziato esperimenti in cui conigli venivano alimentati secondo una dieta ad alto contenuto di colesterolo e a variabile contenuto di cacao, al fine di stabilirne l'effetto su arterie e tessuti muscolari;
- aver supportato esperimenti su cavie da laboratorio al fine di stabilirne l'effetto sulla pressione sanguigna.
- aver finanziato nel 2012 con $376,650 insieme ad altre aziende del comparto (tra le quali Monsanto, PepsiCo, Nestlé, Unilever, Kraft, Hershey Company ecc.) una coalizione (appoggiata anche dai Repubblicani) tramite cui le industrie si opponevano alla richiesta di agricoltori e allevatori di fattorie una proposta di legge, denominata Propositon 37, che mirava ad imporre alle aziende l'etichettatura obbligatoria sui propri prodotti di cibo contenente ingredienti geneticamente modificati[16].
- essere una delle multinazionali del cacao maggiormente responsabili della deforestazione di gran parte dell’Africa Occidentale: il basso prezzo con cui industrie manifatturiere di cioccolato come Mars acquistano i semi da coltivare, costringe sempre più i contadini ad espandersi nelle foreste per cercare territori da coltivare. Ciò comporterà un sempre maggiore aumento del tasso di deforestazione nel corso dei prossimi decenni. Nonostante la Mars avesse proclamato già nel 2009 di aver intrapreso una politica di produzione sostenibile mirante proprio a combattere il problema, nel corso degli anni successivi nessun passo significativo è stato compiuto. Perdipiù, nel 2018 Mars ha rimandato l’obiettivo di una produzione completa di cacao sostenibile dal 2020 al 2025. Si stima che la Mars emetta 25 milioni di tonnellate di carbonio l’anno, la cui maggior parte, circa il 75%, deriva dall’agricoltura, di cui 8 milioni solo dalla deforestazione[17].

## Prodotti

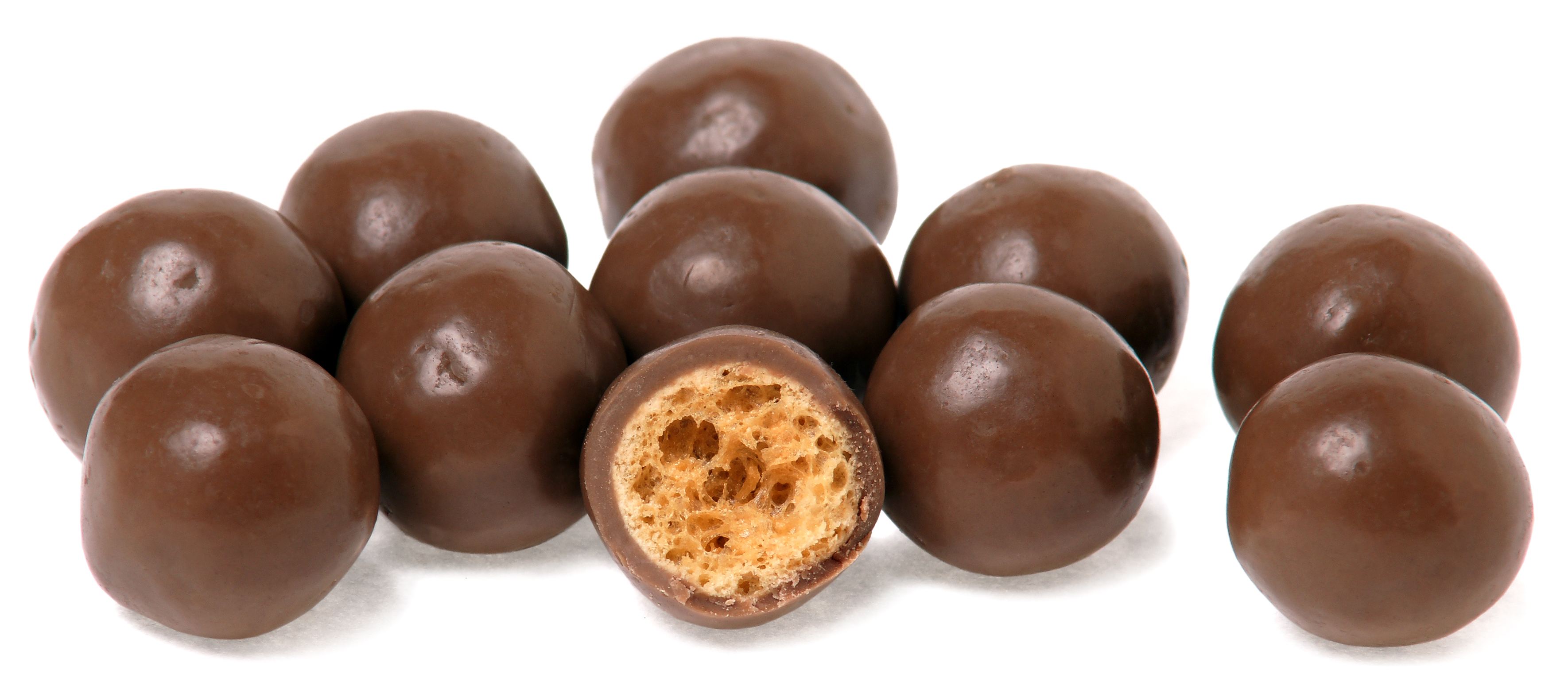
Pila di Maltesers, di cui uno tagliato a metà

Molti prodotti Mars sono marchi familiari e famosi. Alcune di queste linee di prodotti sono prodotte da Mars; altri sono prodotti da The Wrigley Company.

### Prodotti originali

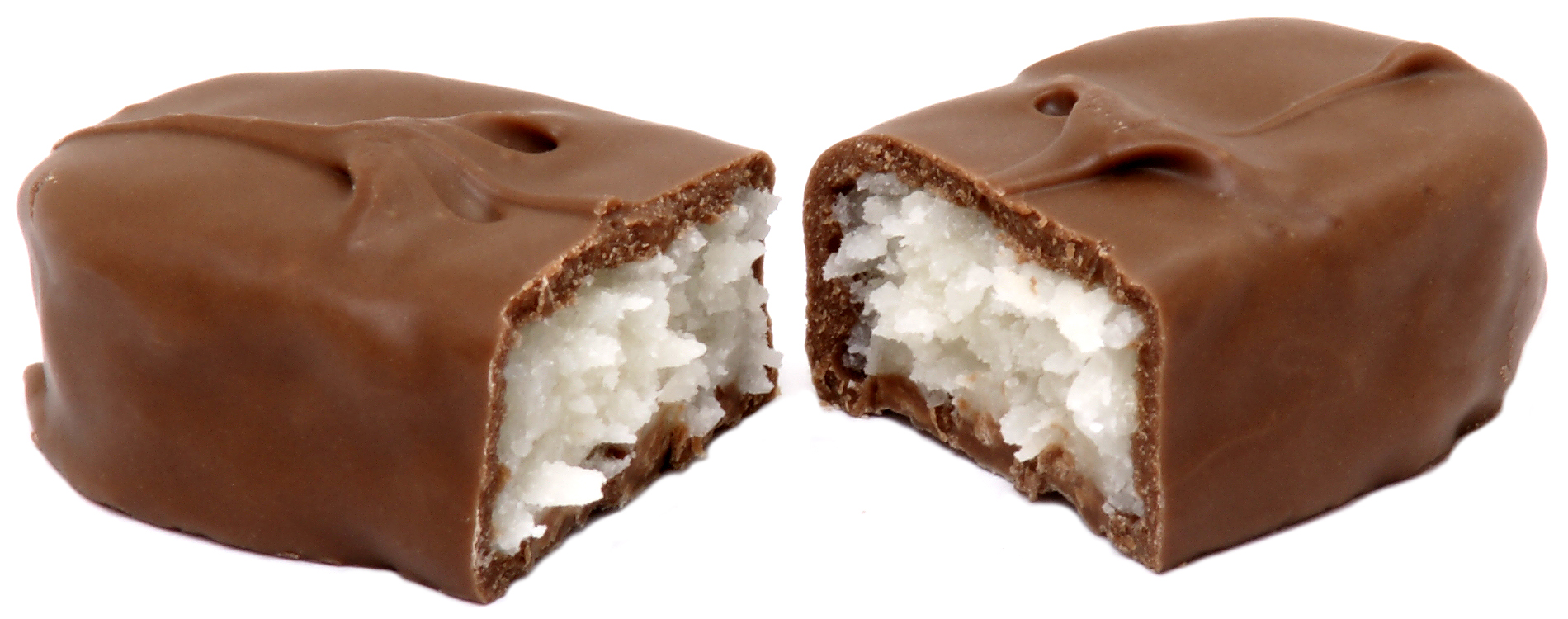
Una barretta Bounty aperta

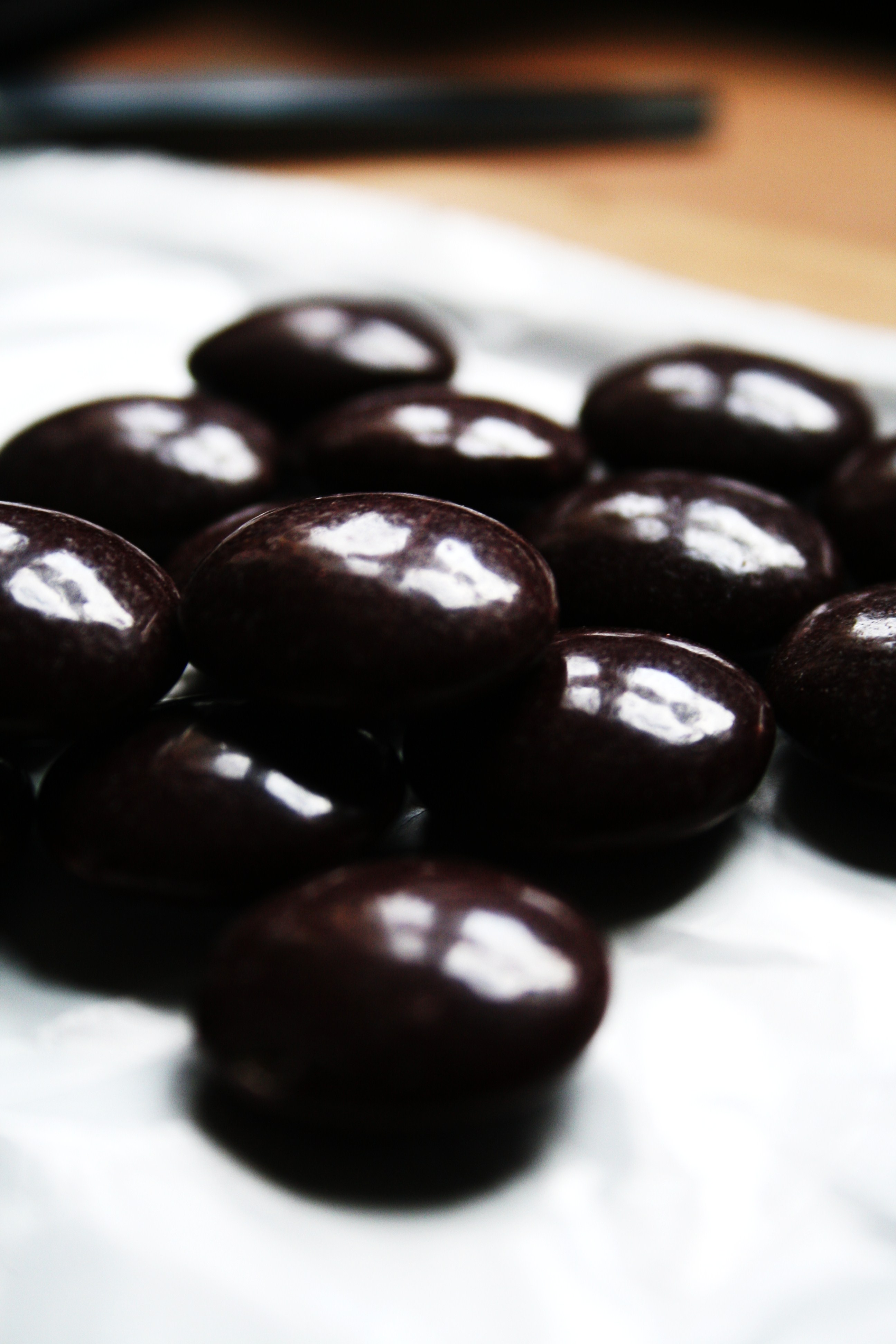
Galaxy Minstrels

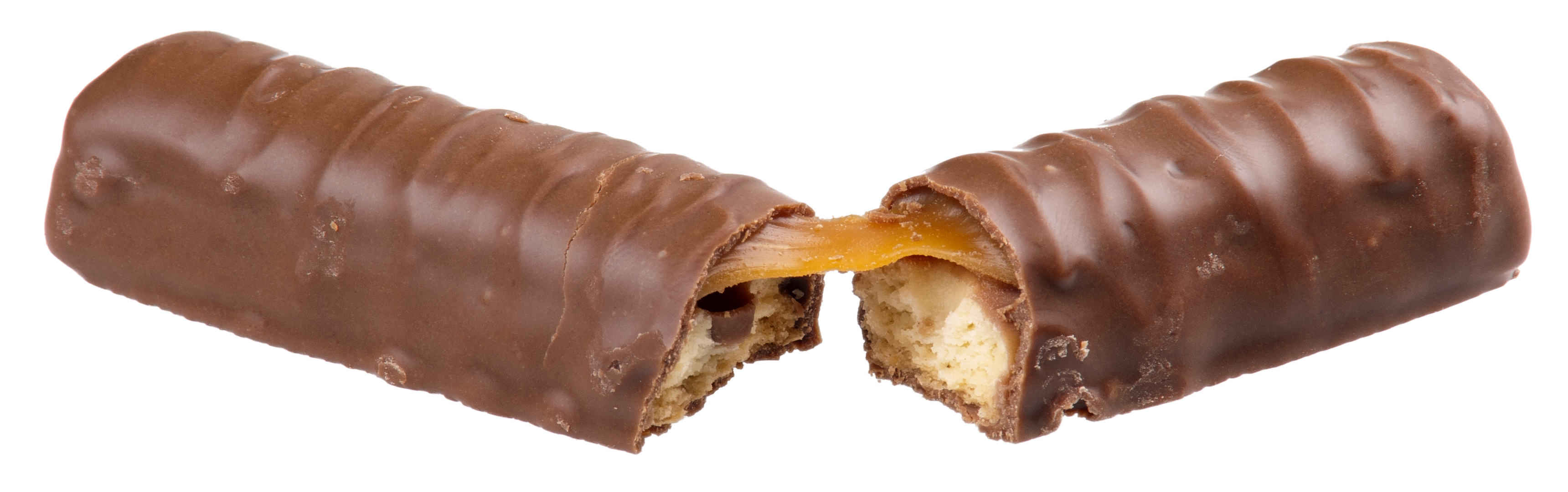
Una barretta Twix aperta

- 3 Musketeers
- Arj
- Bounty
- Celebrations
- Cirku
- CocoaVia
- Combos
- Dolmio
- Dove
- Ebly
- Ethel M
- FLAVIA
- Fling
- Flyte
- Galaxy
- Galaxy Bubbles
- Galaxy Minstrels
- goodnessknows
- Kudos
- M-Azing
- M&M's
- Maltesers
- Marathon
- Mars
- Masterfoods
- Milky Way
- Minstrels
- Munch
- Promite
- Revels
- Seeds of Change
- Snickers
- Topic
- Tracker
- Treets
- Twix
- Uncle Ben's Rice

#### Prodotti da The Wrigley Company

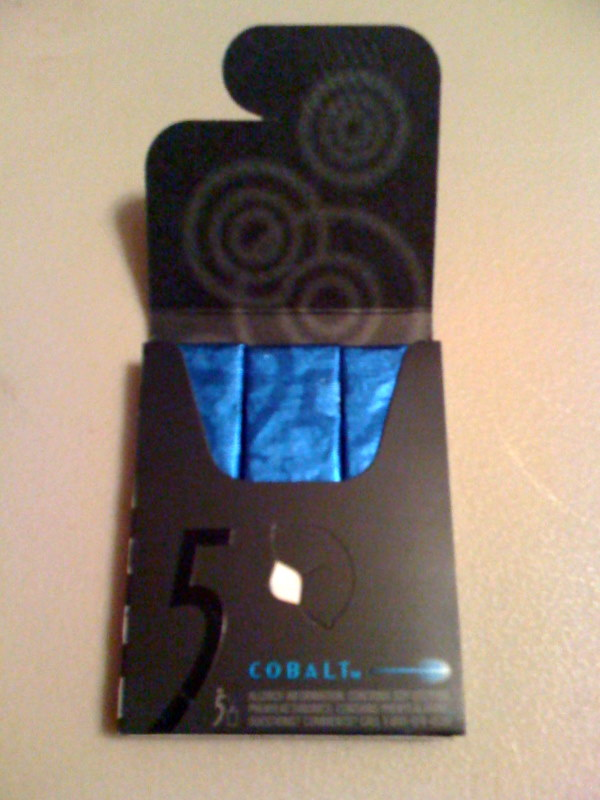
Una confezione di gomme "5"

- 5
- Airwaves
- Alpine
- Altoids
- Big Red
- Bubble Tape
- Doublemint
- Eclipse
- Eclipse Ice
- Excel
- Extra
- Freedent
- Hubba Bubba
- Juicy Fruit
- Life Savers
- Lockets
- Orbit
- Ouch!
- Skittles
- Spearmint
- Starburst
- Surpass
- Sugus
- Tunes
- Wrigley's
- Winterfresh

### Prodotti per il consumo di animali domestici

Alcuni sacchetti di cibo secco per cani Pedigree

- ADVANCE (solo in Australia e Nuova Zelanda)
- Aquarium Pharmaceuticals
- Buckeye Nutrition
- Cesar
- Chappi
- Dreamies
- Eukanuba
- Exelpet
- Frolic
- Good-o
- Greenies
- Iams
- James Wellbeloved
- Kit-e-kat
- My Dog
- Natura
- Nutro Products
- Pedigree
- Optimum
- Pill Pockets
- Royal Canin
- Schmackos
- Sheba
- Spillers
- Teasers
- Techni-Cal
- Whiskas
- Winergy
- Wisdom Panel MX Mixed Breed DNA Test

### Linee di prodotti fuori produzione
- AquaDrops
- Bisc &
- Cookies
- Pacers
- PB Max
- Royals
- Spangles
- Summit Cookie Bars
- Banjo Candy Bar
- Bliss Candy Bar